# Finnair

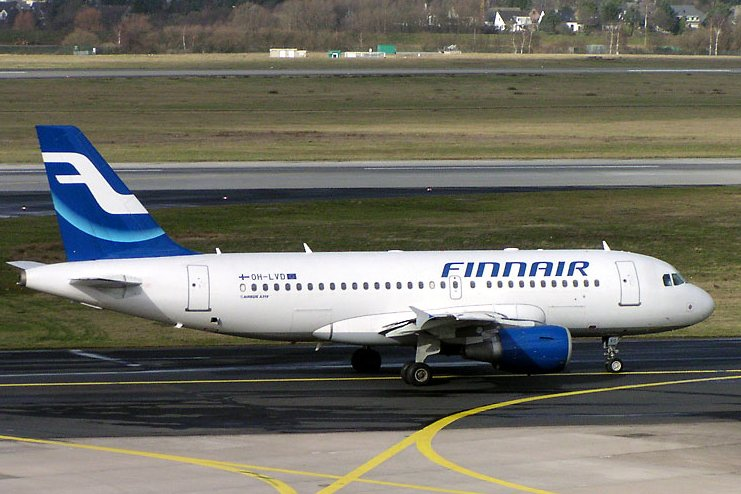
Finnair Airbus A319-112

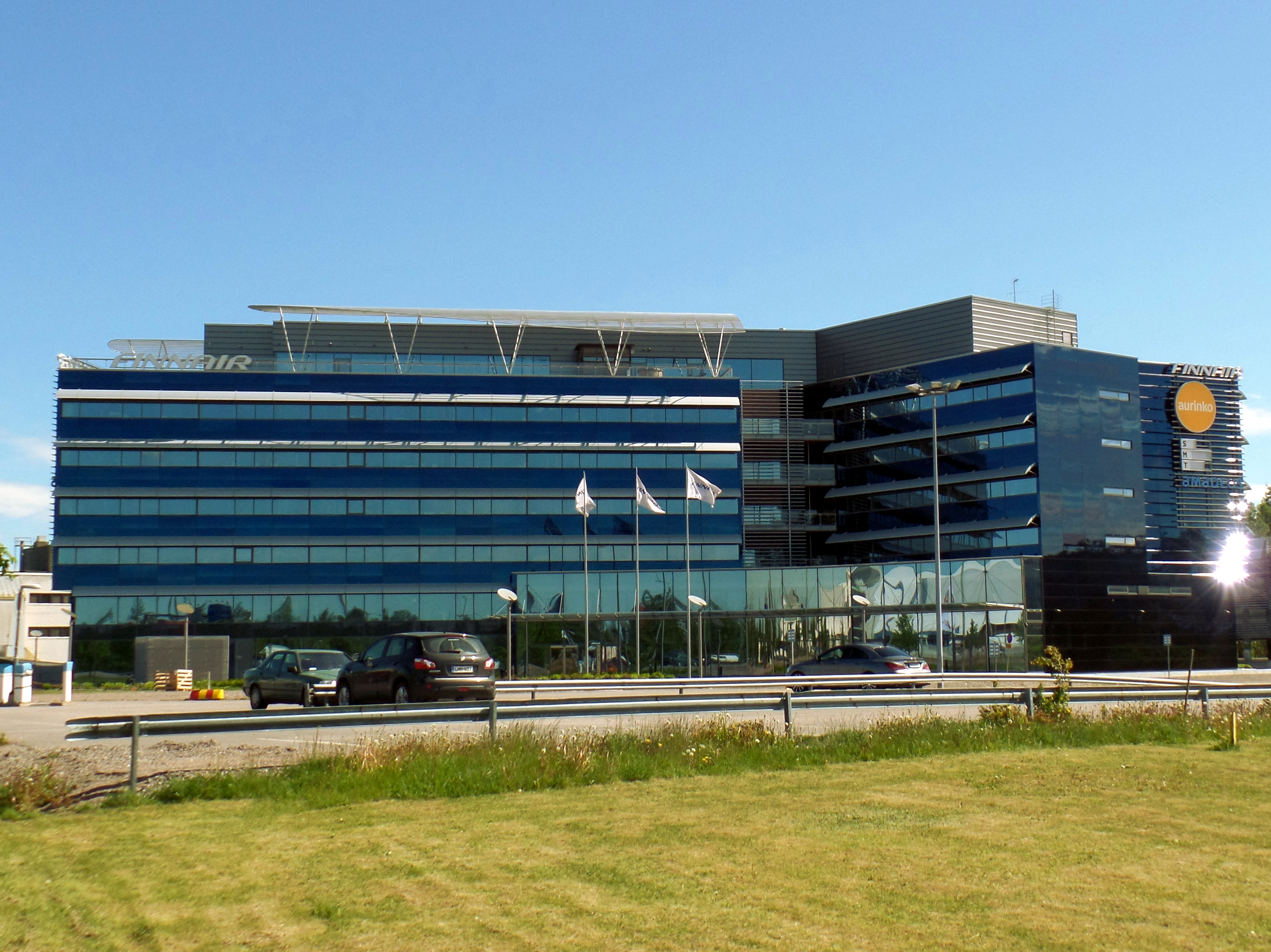
Finnair head office, House of Travel and Transportation (HOTT)

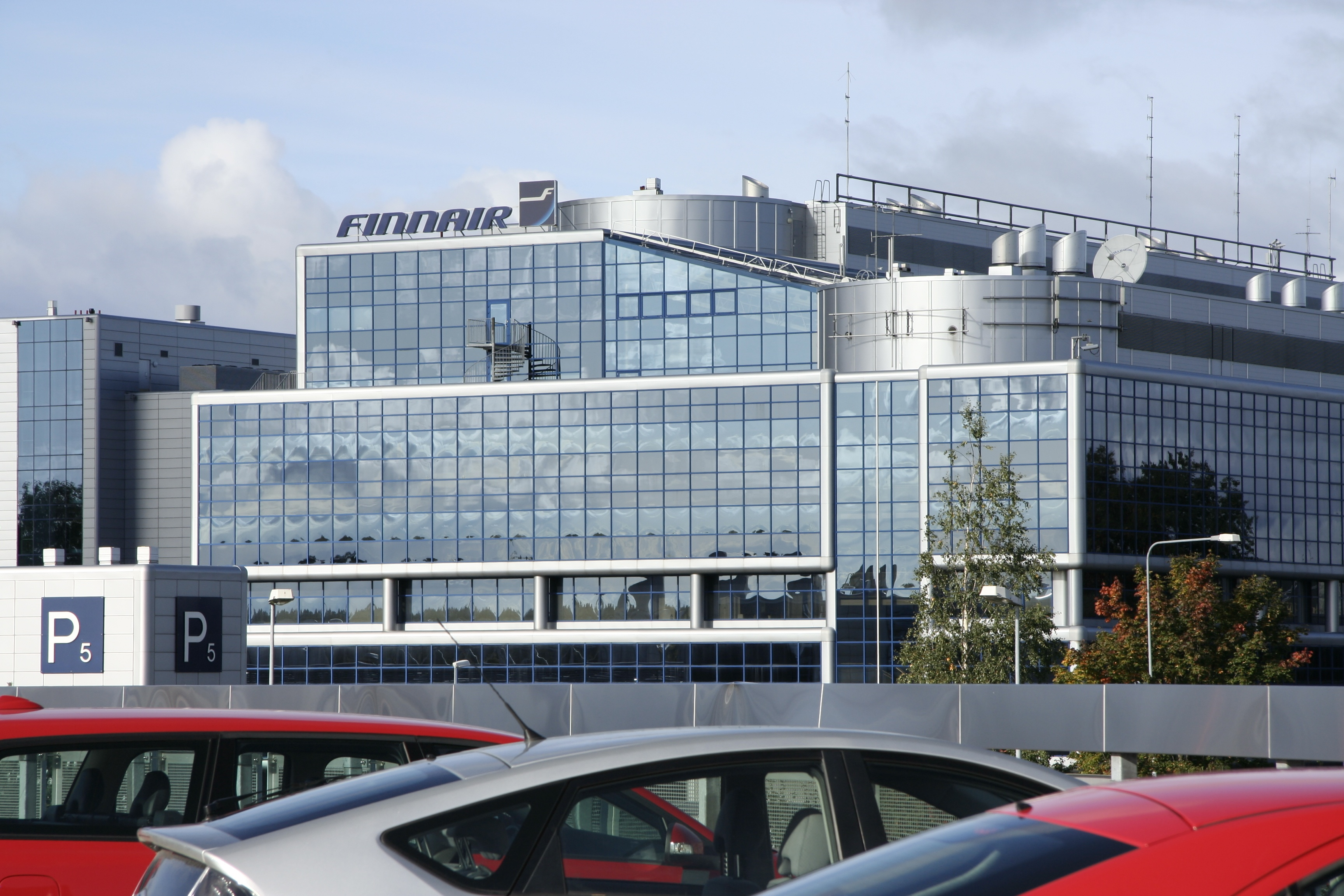
Finnair operations centre

Finnair este linia aeriană națională a Finlandei.